# فوطة صحية
الفوط الصحية أو الشهرية أو الطمثية، هي قطعة ماصة توضع في الملابس الداخلية للإناث خلال فترة الطمث أو النزيف التالي للولادة أو عند التعافي من جراحة نسائية أو في حالة الإجهاض سواء كان إجهاض تلقائي أو غير ذلك وفي أي حالة تتطلب امتصاص دم متدفق من المهبل.
تعتبر الفوط الطمثية أحد أنواع منتجات النظافة الأنثوية خارجية الاستخدام، على عكس السدادات القطنية (التامبون) وأكواب الحيض التي توضَع داخل المهبل. يجب تغيير الفوطة الصحية عدة مرات خلال 24 ساعة اعتمادًا على ما إذا كان تدفق الحيض غزيرًا أو خفيفًا.
تصنع الفوط الصحية من مجموعة متنوعة من المواد تختلف حسب التصميم وبلد المنشأ والعلامة التجارية. تشمل العلامات التجارية الأمريكية كوتيكس وأولويز وإكويت وستاي فري. تتوفر ليل- ليتس في العديد من البلدان الناطقة باللغة الإنجليزية.
تختلف هذه الفوط عن الفوط التي يرتديها الأشخاص الذين يعانون من التبول اللاإرادي أو السلس البولي الجهدي، وعلى الرغم من ذلك يستخدمها بعض الأشخاص لهذا السبب.

## الأنواع

### فوط الاستعمال مرة واحدة
لا يكشف المنتجون عمومًا عن التركيب الدقيق لمنتجاتهم، ولكن المواد الرئيسية تتضمن عادةً الرايون الأبيض (السليلوز المصنوع من لب الخشب) والقطن والبلاستيك، ويمكن إضافة العطور والعوامل المضادة للبكتيريا. يتضمن التصميم عامةً وضع الأجزاء البلاستيكية كطبقة أخيرة تمنع التسريب، بالإضافة إلى استخدام مسحوق من البوليمرات باعتبارها مادة ماصة قوية إضافية (البوليمرات فائقة الامتصاص) تتحول إلى هلام عند ترطيبها. تسوق شركة بروكتر آند غامبل لمنتجاتها التي تحتوي مكون مميز تملكه الشركة يدعى إنفنسيل. بشكل عام، يكون ترتيب الطبقات كما الآتي: «مادة أساسية ماصة موضوعة بين طبقة سطحية مرنة سائلة وطبقة خلفية من البلاستيك السائل المنيع تحتوي على مادة لاصقة خارجية لتثبيت الفوطة على الملابس الداخلية». وكما هو الحال مع السدادات القطنية وحفاضات الأطفال، يعتبر إعادة التدوير أمرًا صعبًا ونادرًا ما يُجرى ذلك نظرًا للتكلفة على الرغم من وجود حلول إثبات للمبدأ. عندما لا تُلقَ في مدفن النفايات حيث يمكن للأجزاء غير القابلة للتحلل الحيوي أن تستمر لآلاف السنين، يمكننا إعادة تدوير المنتجات حراريًا (حرقها).
يوجد عدة أنواع مختلفة من الفوط الصحية التي تستعمل مرة واحدة:
اليومية/ بانتي لاينر: مصممة لامتصاص الإفرازات المهبلية اليومية وتدفق الحيض الخفيف والتنقيط وسلس البول الخفيف وكاحتياط في حال استخدام السدادة القطنية أو كأس الحيض.
- النوع الرقيق جدًا: فوطة (رفيعة) مدمجة للغاية قد تكون ماصة مثل الفوطة عادية أو فائقة الامتصاص ولكن بحجم أقل.
- العادية: فوطة متوسطة الامتصاص.
- ماكسي/ سوبر: فوطة بسعة امتصاص كبيرة مفيدة عند بدء الدورة الشهرية عندما يكون تدفق الدم غزيرًا في معظم الحالات. ليلية: تكون الفوطة هنا طويلة وبسعة امتصاص مناسبة لتوفر حماية أكبر من التسريب خلال الليل.
- فوط الأمومة: تكون أطول بقليل من فوط السوبر مصممة لامتصاص السائل النفاسي (النزيف الذي يحدث بعد الولادة) والبول أيضًا. قد يختلف الشكل والامتصاص والأطوال اعتمادًا على الشركة المصنعة. تتوفر فوط طويلة لتناسب الأشخاص الضخمين والاستخدام الليلي. توفر بعض الشركات أيضًا أشكال متنوعة مع أجنحة ومع شرائط.

### فوط قابلة لإعادة الاستخدام
يستخدم بعض الأشخاص نوع من القماش كفوطة قابلة للغسل وإعادة الاستخدام مصنوعة من القطن أو القنب فائق الامتصاص. تزود معظم هذه الأنواع بأجنحة لتثبيت الفوطة بالملابس الداخلية، وتوجد أنواع غير مزودة بأجنحة تتثبت عن طريق وضعها بين الملابس والجسم فقط، وكذلك يوجد أنواع مزودة بحزام لتثبيتها. يمكن إعادة استخدام الفوط القابلة للغسل لتوفر بذلك بديل أكثر اقتصادية. 
يتوفر هذا النوع في عدة متاجر، ويمكن صناعتها في المنزل باستخدام تعليمات متوفرة على الإنترنت، وقد أصبحت مؤخرًا شائعة الاستخدام لأنها خالية من العطور ومن العوامل التي تسبب حساسية لتوفر بذلك بديل جيد للأشخاص الذين يعانون من التخريش والحساسية.
عادت الفوط القماشية للظهور في سبعينيات القرن الماضي، وزادت شعبيتها في أواخر الثمانينيات وأوائل التسعينيات. تتضمن الأسباب التي تجعل النساء يخترن الفوط القماشية الراحة والادخار مع مرور الوقت والتأثير البيئي والأسباب الصحية.
يوجد عدة أنواع من الفوط القماشية متاحة اليوم من الفوط اليومية وحتى الليلية. قد تخاط الطبقة الماصة داخل القماشة وعندها تكون الفوطة مدمجة، وقد تخاط الفوطة بطريقة معينة تترك فتحة في الأعلى يمكن عن طريقها إدخال طبقات ماصة بحسب الحاجة، ويوجد أيضًا نوع قابل للطي بحيث تلتف قطعة القماش حول الطبقات الماصة. قد تكون بعض الفوط القماشية مزودة ببطانة مقاومة للماء لتوفير حماية من التسريب، ولكن هذا النوع يجعل المنطقة غير مهواة.

## الثقافة والمجتمع
قد تظهر الفوط الصحية -وخاصة الأنواع القابلة لإعادة الاستخدام- على الماسحات الضوئية للجسم.

## الدول النامية
ما يزال استخدام الفوط المؤقتة لجمع دم الحيض شائعًا في البلدان النامية لأنها أرخص. وتذكر بعض التقارير استخدام الثياب الرثة والتربة والطين خلال فترة الطمث من قبل الإناث اللاتي لا يستطعن تحمل نفقات الفوط وحيدة الاستعمال والسدادات القطنية الأغلى ثمنًا. 
نُفِّذَت بعض الخطط للحد من الممارسات غير الصحية في بلدان مثل الهند حيث طور أروناتشالام موروغانانثام من منطقة كويمباتور الريفية في ولاية تاميل نادو الجنوبية آلة يمكنها تصنيع فوط صحية منخفضة التكلفة تقدر بنحو ثلث تكلفة الفوط الأخرى. منحت مؤسسة بيل وميليندا غيتس مؤسسة زانا أفريكا الواقعة في نيروبي منحة قدرها 3 ملايين دولار أمريكي لتتمكن هذه المؤسسة من تثقيف الفتيات المراهقات واليافعات صحيًا فيما يخص الطمث.

## معرض صور

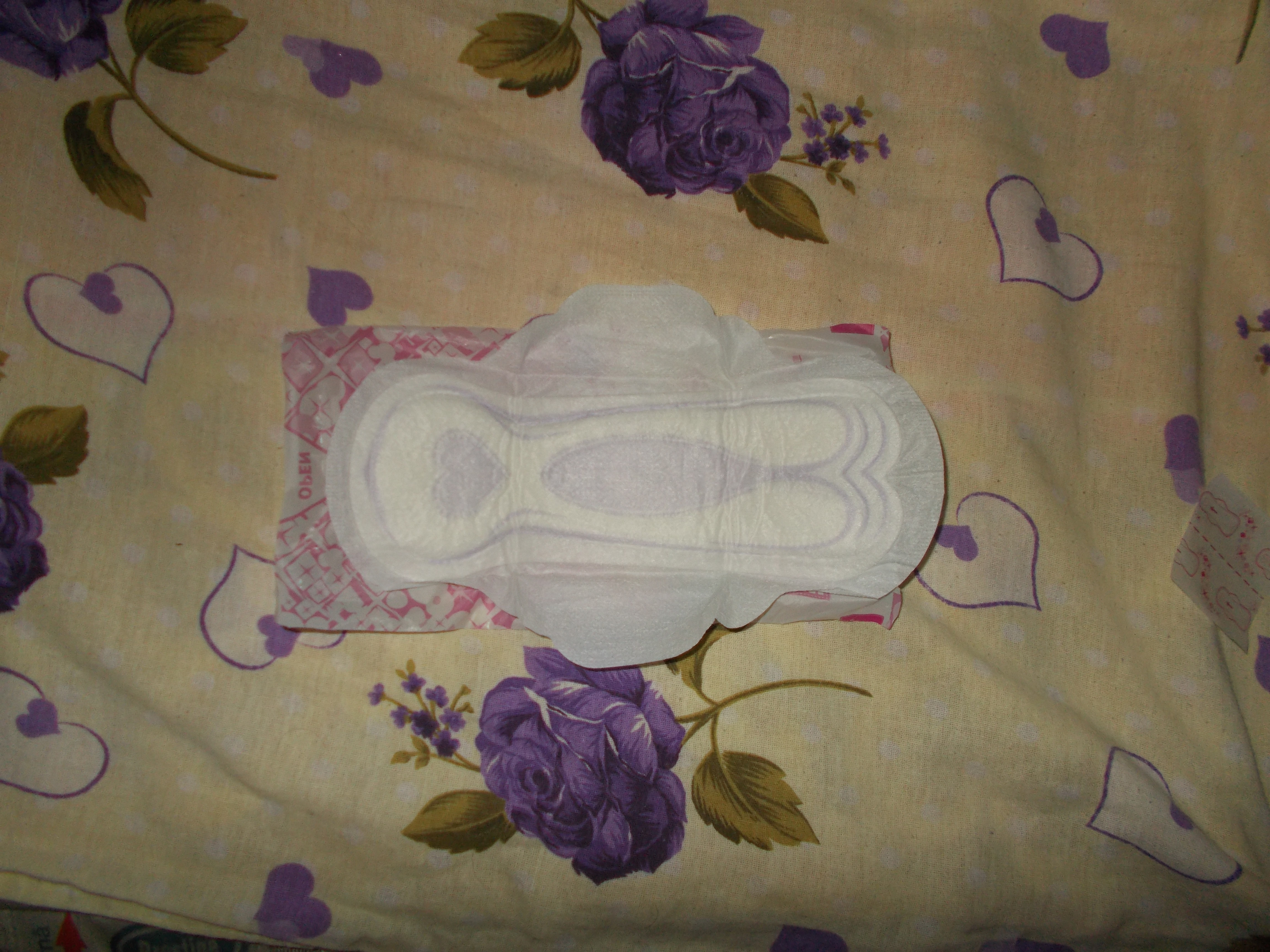
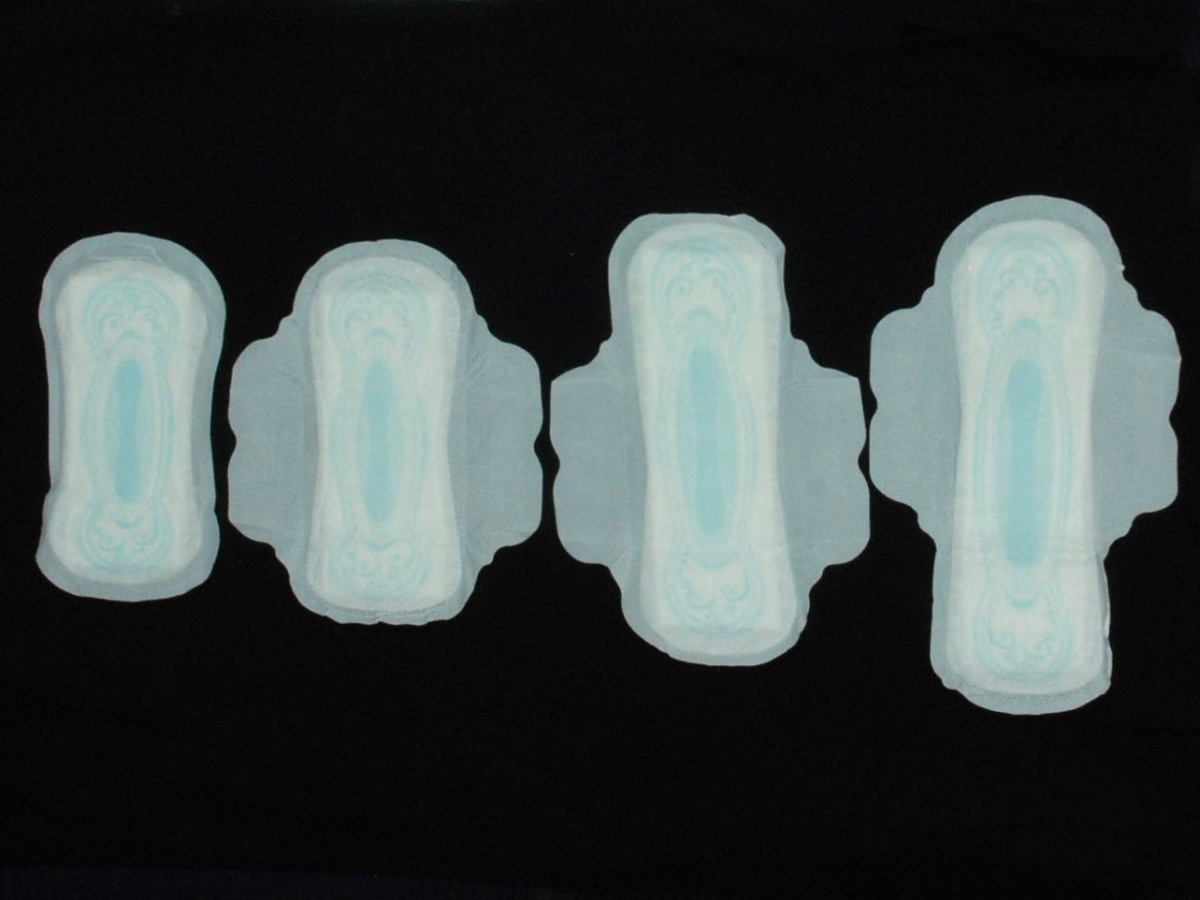
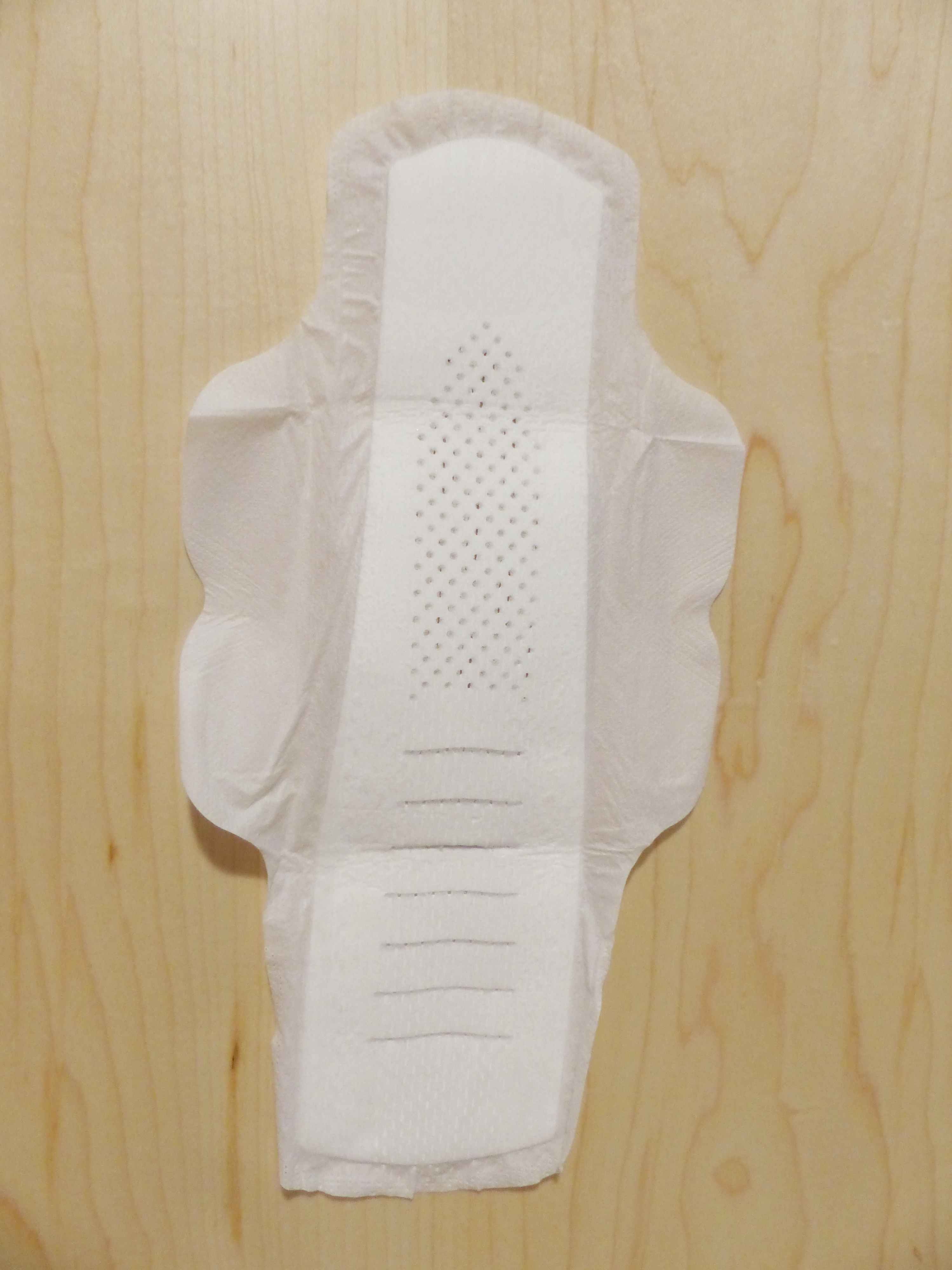
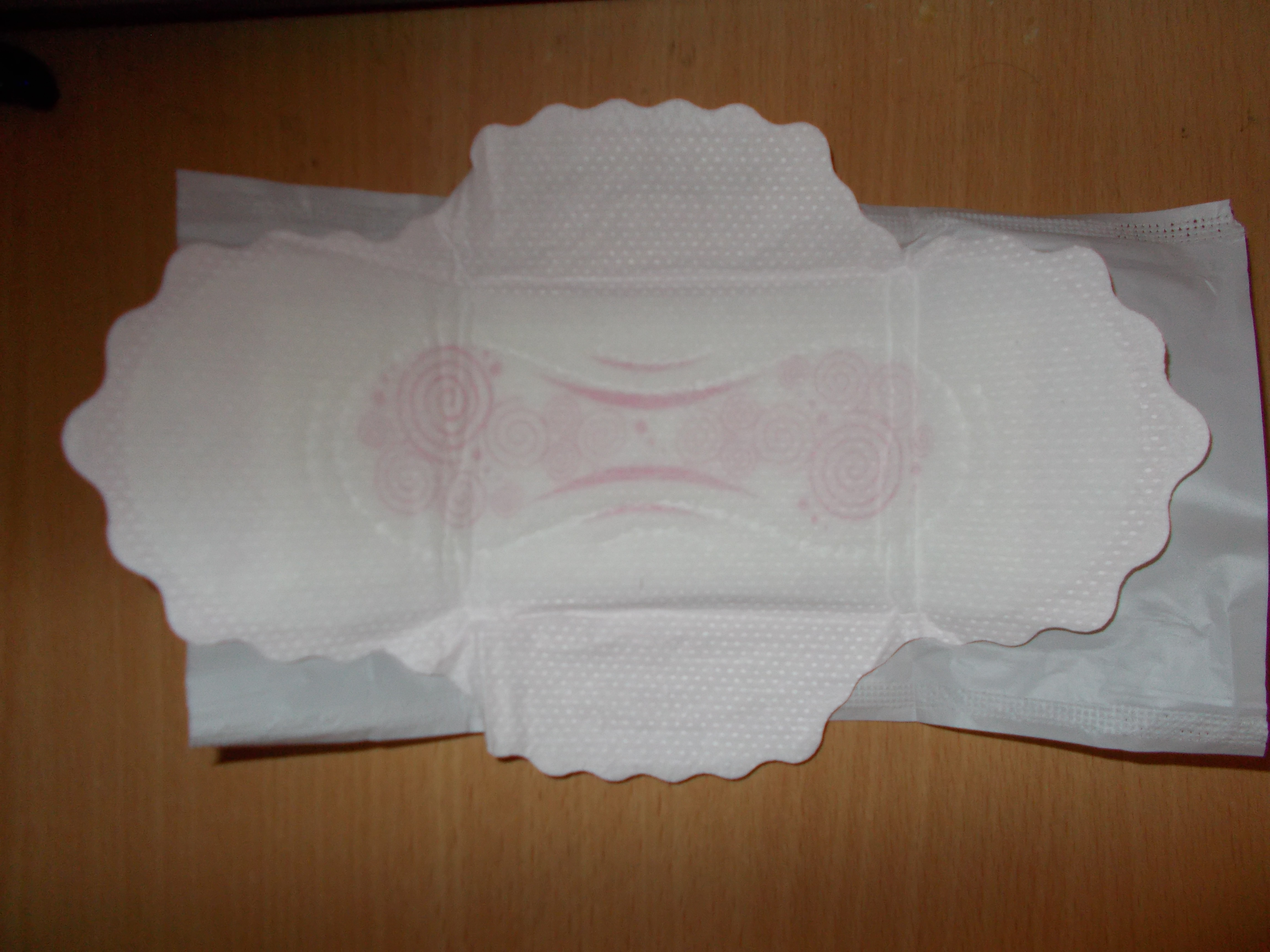
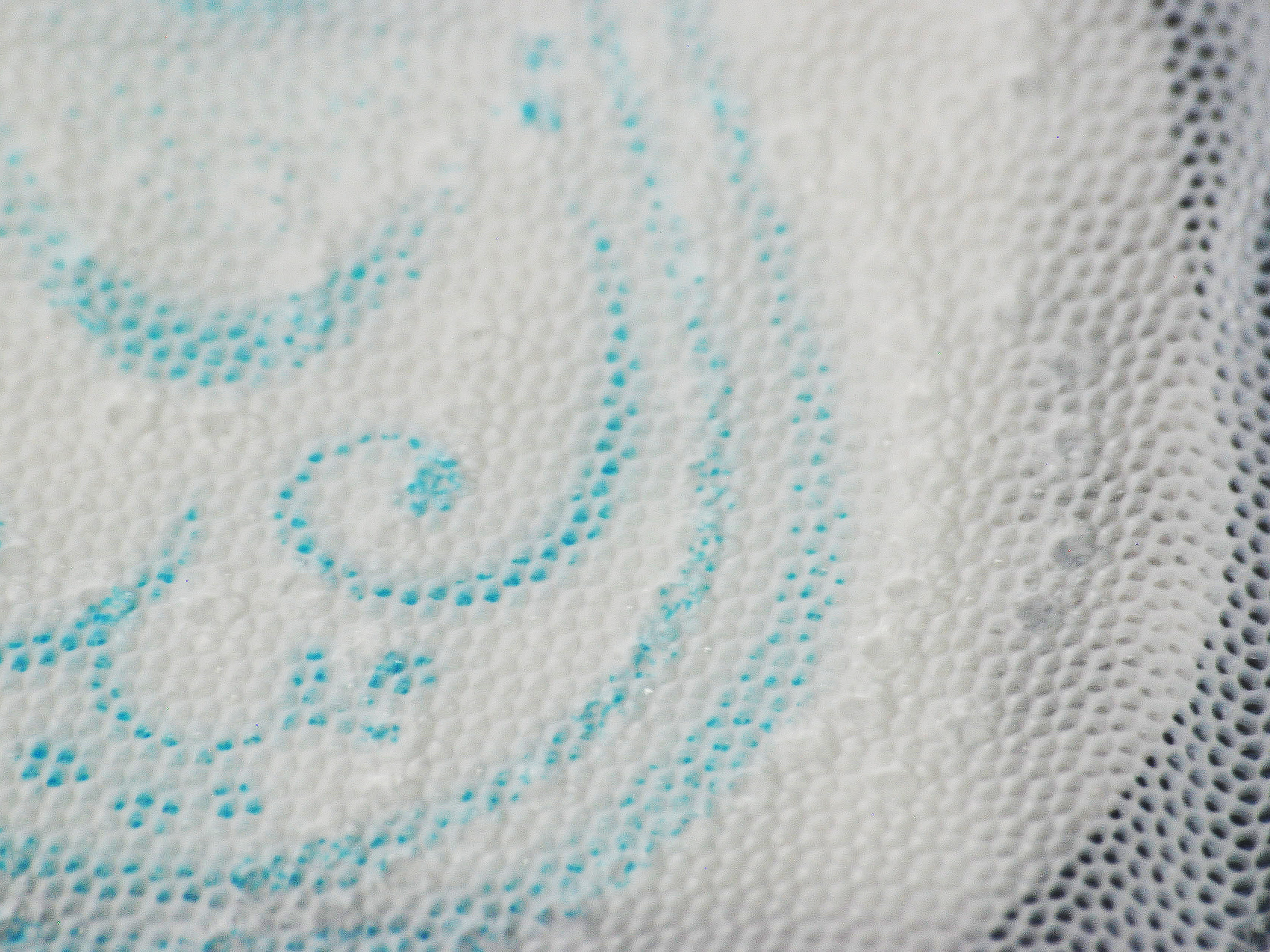